# 京都府総合見本市会館

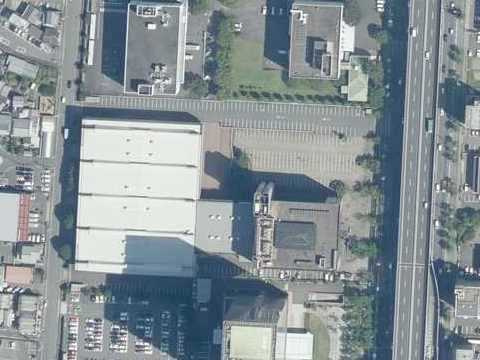
空中写真

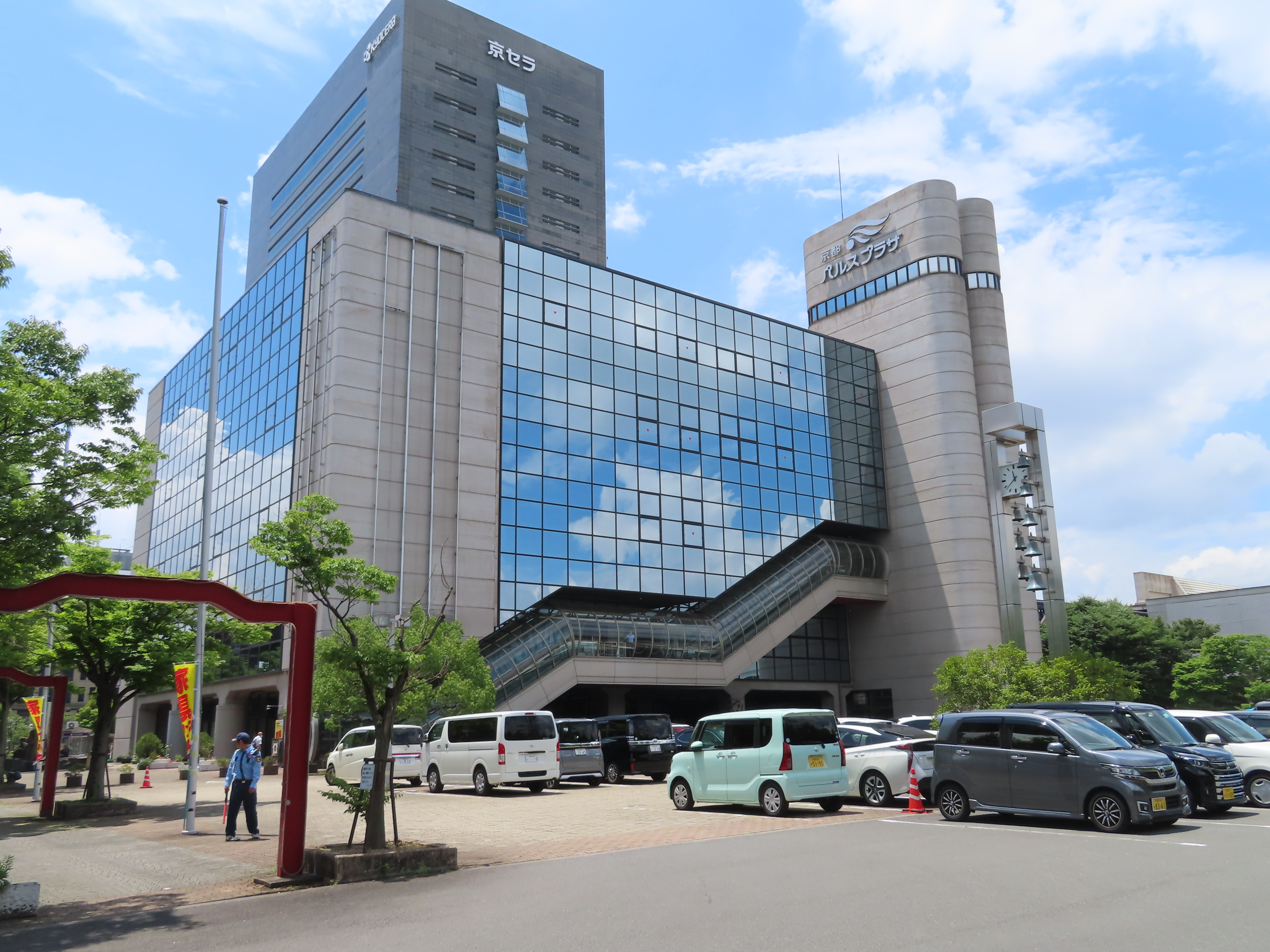
外観写真

京都府総合見本市会館（きょうとふそうごうみほんいちかいかん）は、京都市伏見区にあるコンベンション・センター。通称は京都パルスプラザ。
平安建都1200年記念事業のひとつとして、京都経済界の支援を受けた京都府が建設を進め、1987年に竣工した。1スペースとして京都府内で最大規模の展示場、可動舞台・同時通訳室のある稲盛ホール、多目的広場などで構成される。京都府や京都市などが出資する一般財団法人京都府総合見本市会館が運営する。パルスプラザの呼び名には「会館での活動の成果を、全国にそして全世界に向けて鼓動のように伝える」の意味が込められている。
最寄駅は京都市営地下鉄烏丸線・近鉄京都線の竹田駅。最寄りのバス停は京都らくなんエクスプレスの京都パルスプラザ・京セラ前、および京都市営バスと京阪バスのパルスプラザ前である。最寄りの高速道路インターチェンジは、第二京阪道路の城南宮南インターチェンジである。

## 交通アクセス
京都駅 （JR東海道本線・山陰本線・奈良線・東海道新幹線、近鉄京都線、京都市営地下鉄烏丸線）
- ケイルック 京都らくなんエクスプレスの京都駅八条口停留所より乗車し、京都パルスプラザ・京セラ前停留所下車。
- 京阪バス 6A号経路の京都駅八条口停留所より乗車し、パルスプラザ前停留所下車。

竹田駅 （近鉄京都線、京都市営地下鉄烏丸線）
- 京都市営バス 南1系統・南2系統・特南2系統・南3系統の竹田駅西口停留所より乗車し、パルスプラザ前停留所下車。
- 京阪バス 6号経路・24号経路・24A号経路の竹田駅西口停留所より乗車し、パルスプラザ前停留所下車。

伏見駅 （近鉄京都線）
- 徒歩15分。

中書島駅 （京阪本線・宇治線）
- 京阪バス 6号経路・6A号経路・24号経路・24A号経路の中書島停留所より乗車し、パルスプラザ前停留所下車。

淀駅 （京阪本線）
- 京阪バス 24A号経路の京阪淀駅停留所より乗車し、パルスプラザ前停留所下車。

桂駅 （阪急京都本線・嵐山線）
- 京都市営バス 南1系統の桂駅東口停留所より乗車し、パルスプラザ前停留所下車。

桂川駅 （JR東海道本線）
- 京都市営バス 南1系統のJR桂川駅前停留所より乗車し、パルスプラザ前停留所下車。

長岡京駅 （JR東海道本線）
- 京都市営バス 南2系統のJR長岡京東口停留所より乗車し、パルスプラザ前停留所下車。

六地蔵駅 （JR奈良線・京都市営地下鉄東西線）
- 京阪バス 6号経路・6A号経路の新六地蔵橋停留所（駅から400mの府道7号線山科川西側に設置）より乗車し、パルスプラザ前停留所下車。
  - 地下鉄東西線の場合は、醍醐駅・石田駅からも当路線を利用可能。